# KNBアナのおそばん
『KNBアナのおそばん』（ケイエヌビーアナのおそばん）は、北日本放送（KNBテレビ）で2006年4月から放送を開始したローカルミニ番組。放送時間は月曜日から木曜日の24:26 - 24:31（他番組延長時は繰り下げ）。また、土曜日の11:38 - 11:45には宮入千洋担当の『めん喰いナビ』の再放送が行われていた。

## 内容と担当アナ
- めん喰いナビ：宮入千洋
- 新 とやまを学ぶ旅：栂安亜紀
- 夜の実験室：上野透
- next style：梅田恵子
- おすすめLOHAS：山村美樹
- カタログ生中継：山村・梅田が電器店や雑貨店などで売れ筋商品を紹介。
- クチコミナビ：上記5名のアナウンサーが内容によって持ち回りで担当。
- 屋台スタジオHD：カメラやマイクを取り付けたボックスを人が集まる場所に設置し、一般人がギャグや一発芸を披露した。アナウンサーの出演は無し。その他、「High End TV」や「藤沢姉弟の月刊漫才」など、別タイトルの内容もイレギュラーで放送されていた。

## ラブぽけとの連携
放送時間が深夜のため、「見たくても放送までに寝てしまう」などの声が同局のラジオ番組『相本商店』他に寄せられていることを配慮し、土曜日の17:00 - 18:00に放送されている『ラブぽけ』の中で「今週のおそばん」としてフォローされていた他、おそばん担当の女性アナウンサー3人にニュース番組でスポーツを担当する武部知春を加えた4人で、月曜日放送の「アナ着ボイスランキング」の結果発表を行っていた。

## おそばんの今後
『KNBわいどプラス1』の終了による、ローカルな情報を扱う枠が少なくなることの対策として、また富山の夜に新風を吹き込むことを目的としてスタートした『おそばん』は、2007年4月2日から『いっちゃん★KNB』として夕方ローカルワイド番組が復活するため、3月29日分の放送をもって終了した。